# سنت‌ماریس، انتاریو
سنت‌ماریس، انتاریو (به انگلیسی: St. Marys) یک سکونتگاه مسکونی در کانادا است که در شهرستان پرت واقع شده‌است.

## خصوصیات
سنت‌ماریس ۶٬۶۵۵ نفر جمعیت دارد.